# Christian Adolph Klotz
Christian Adolf Ritter von Klotz (Bischofswerda, 13 novembre 1738 – Halle, 31 dicembre 1771) è stato un filologo classico tedesco.

## Biografia
Figlio del sovraintendente di una proprietà nobiliare in Sassonia, grazie alla disponibilità di un mecenate tedesco, il barone Dietrich von Keyserligk, riuscì a pagarsi gli studi nelle università di Lipsia e Jena, e nel 1762 divenne professore ordinario all'Università di Jena, nel 1763 professore all'Università di Halle, dove insegnò filologia e teologia, e dove conobbe Gottfried August Bürger, avviandolo nel suo sviluppo letterario. Nel 1769 pubblicò a Gottinga un trattato  sulla filologia germanica e nel 1770 ricevette in dono dal re di Prussia l'Ordine di Hohenzollern, venendo di conseguenza nobilitato.
Morì di una polmonite ad Halle il 31 dicembre 1771.